# Heisteria macrophylla
Heisteria macrophylla là một loài thực vật có hoa trong họ Olacaceae. Loài này được Oerst. mô tả khoa học đầu tiên năm 1856.